# Opilioninae
Sous-famille
Les Opilioninae sont une sous-famille d'opilions eupnois de la famille des Phalangiidae.

## Distribution
Les espèces de cette sous-famille se rencontrent en écozone holarctique.

## Liste des genres
Selon World Catalogue of Opiliones (29/03/2023) :
- Opilionini C. L. Koch, 1839
  - Bidentolophus Roewer, 1912
  - Egaenus Koch, 1839
  - Gricenkovia Snegovaya, 2018
  - Himalphalangium Martens, 1973
  - Homolophus Banks, 1893
  - Mizozatus Nakatsuji, 1937
  - Opilio Herbst, 1798
  - Pamiropilio Snegovaya & Staręga, 2008
- Scleropilionini Snegovaya & Staręga, 2008
  - Redikorcevia Snegovaya & Staręga, 2008
  - Scleropilio Roewer, 1911

## Publication originale
- C. L. Koch, 1839 : Übersicht des Arachnidensystems. Nürnberg, Heft 2, p. 1-38 (texte intégral).